# Замок Кальбек

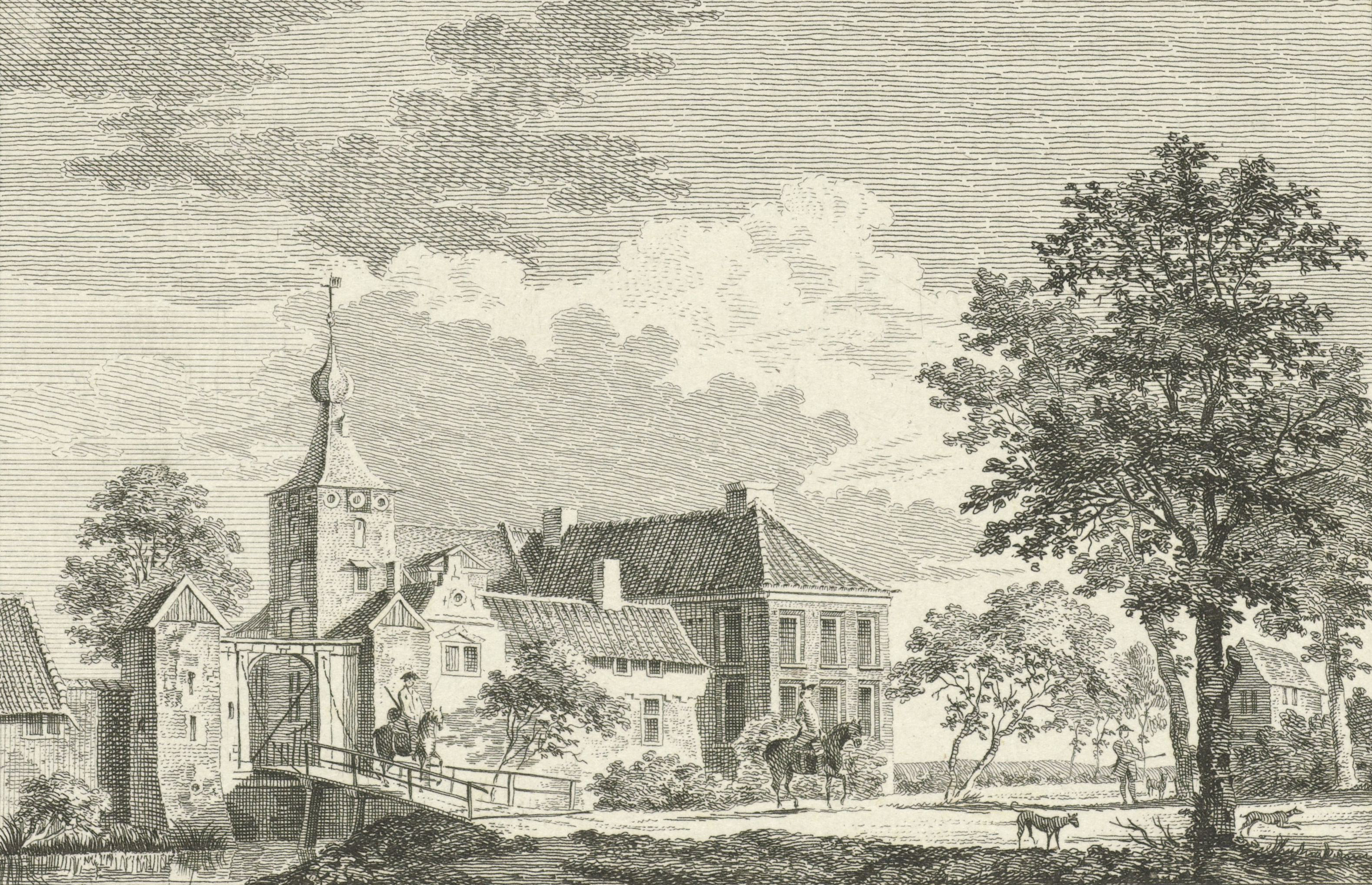
Замок Кальбек в 1743 году.

Замок Кальбек (нем. Schloss Kalbeck) — замок, расположенный на территории нижнерейнской (Niederrhein) общины Веце. Современный комплекс зданий берёт начало с XIV века, когда здесь был построен господский двор-крепость, окружённый рвом с водой. Первоначально в документах упоминается как Calbeck («Калорийная пекарня»). Современное название, в котором с 1929 года заменена первая буква, переводится как «Телячий угол».
После разрушительного пожара в начале XX века, тогдашняя собственница замка из баронского рода Фитингоф-Шель построила в 1906 году новый замок на удалении примерно одного километра от предыдущего. В годы войны оба сооружения были сильно повреждены и медленно восстанавливаются вплоть до сего дня.

## Описание
Современная усадьба-замок состоит из нескольких зданий. В северной части находится господский дом с примыкающей с запада четырёхугольной башней-колокольней, представляющей остаток бывшего западного жилого крыла
К югу от господского дома расположены два крыла здания, служившие ранее управлением имения. От его западного крыла длинный каменный арочный мост ведёт в отреставрированный барочный французский сад, представляющий четыре цветочные клумбы, расположенные симметрично вокруг круглого водоёма.

## Владельцы и жители
Первое документальное упоминание о Кальбеке относится к 1326 году. Тогдашний собственник граф Рейнальд II Гельдернский передал этот участок в ленное пользование Дирку Лёфу Третьему (Dirk Loef III) Клевскому. Позже этот пограничный участок между герцогставами Клеве и Гельдерна неоднократно переходил из рук в руки и вассалы-собственники регулярно сменяли друг друга.
В 1647 году, когда замком и близлежащими деревенскими поселениями управляло дворянское семейство Моррин (Morrien), курфюрстом Бранденбурга Фридрихом Вильгельмом I ранг поместья был повышен до сеньории, насчитывавшей в 1722 году 187 жителей. Сами Моррины происходили из Вестфалии и с 1670 года являлись владельцами имперского баронского титула. Кроме сеньории их собственностью в Мюнстерланде была сеньория Нордкирхен (Nordkirchen). Кроме того, господа Моррины были помещиками Людингхаузена.
Сеньория Кальбек потеряла самостоятельность в 1928 году, была расформирована и присоединена к общине Веце.
Наследная госпожа Кальбека в 1838 году вышла замуж за Фридриха фон Фитингоф-Шеля (Friedrich von Vittinghoff-Schell), семья которого жила с 1452 года в замке Шеллерберг в Эссене-Реллингхаузене, и, соответственно, замок Кальбек перешёл в собственность семейства Фитингоф-Шель. После того, как в конце XIX века невдалеке от замка Шелленберг была сооружён подъёмный шахтный ствол, а подвесная канатная дорога для транспортировки угля построена в 100 метрах от замка, дворянская семья переехала на основное место жительства в Кальбек.
Благодаря замужеству М. J. Фитингоф-Шель, племянницы бывшего бургомистра Веце Феликса Фитингоф-Шель, замок Кальбек отошёл в ещё одному дворянскому юлихскому семейству — Шпиз фон Бюллесхайм (Spies von Büllesheim). С 2001 года в замке Кальбек проживает со своей семьёй баронесса Антуанетта фон Эльберфельд-Ульм (Elverfeldt), урождённая Шпиз фон Бюллесхайм.

## История
Упомянутый документально впервые в 1326 году Кальбек развивался первоначально в виде дворянского хозяйства и только затем превратился в крепость с водными рубежами. Тогда Кальбек располагался в другом месте, там, где в настоящее время находится постоялый двор «Ян при пароме» (Jan an de Fähr), у впадении ручья Кальбекер Ляй (Kalbecker Ley) в Нирс.
Крупный пожар, случившийся в новогоднюю ночь 1799/1800 годов настолько сильно разрушил замок, что владельцы были вынуждены переселиться и жить в здании, находившемся перед замком. Имеющиеся в настоящее время рисунки замка 1731 года (автор — Корнелис Пронк (Cornelis Pronk) и 1743 года (автор — Ян де Бейер (Jan de Beijer) показывают состояние замка до пожара.
Когда семья Витингоф-Шель приняла решение переселиться из Эссена в Кальбек, она не считала для себя возможным жить в полуразрушенном старом замке, поэтому выстроила с 1906 по 1910 год новый замок в стиле историзма примерно в километре от предыдущего замка в лесу в стороне от Нирса. Новый замок был построен по планам архитектора Германа Шедтлера (Hermann Schaedtler). Образцом послужил построенный в XVII веке в Хамме замок Оберверрис (Schloss Oberwerries). Новостройка была разделена въездом в замок на две самостоятельные части, в каждой из которых были выстроены по два крыла сооружений: один служил господским домом с подсобными помещениями, а второй — местом проживания управляющего с другими подсобными помещениями (эконом-блок).
В феврале 1945 года из-за боевых действий большая часть замка выгорела. Особенно пострадало южное крыло господского дома, которое удалось восстановить только частично. Второй этаж с часовней и библиотекой сохранился, в то время как остальную часть южного крыла пришлось перестроить в большой зал. Западное крыло господского дома удалось восстановить в соответствии с современными градостроительными требованиями, но старые интерьеры пришлось заменить.
В ходе восстановительных работ в 1950 году по-новому оформлялся и замковый парк. Были устроены в соответствии с барочной садовой модой клумбы с прекрасными розовыми кустами, обрамлёнными низкими живыми изгородями из вечнозелёного самшита, и с 1965 года они стали открываться для посетителей. Вплоть до 1997 года в первое и второе воскресенье июля здесь происходила платная «Кальбекская выставка роз», закрывшаяся из-за старения и отмирания розовых кустов. Доходы от посещения выставки перечислялись на счёт «Больничного братства Рейн-Маас» c тем, чтобы инвалиды-колясочники могли принимать участие в паломничестве в Лурд и другие святые для католиков места.
С 2001 года восстановительные работы были продолжены. После их окончания восстановленные помещения предполагается сдавать в аренду. Вся территория замка огорожена и является частной территорией, куда вход туристам запрещён.